# Турновский, Ян Троян
Ян Троян Турновский (чеш. Jan Trojan Turnovský, лат. Traianus Turnovinus или Traianus Gregorides Turnovinus; до 1550, Турнов — 1606) — богемский (чешский) композитор эпохи Возрождения.

## Биография
Информации о жизни Яна Трояна из Турнова мало. Сын булочника, родился в Турнове.
Первое упоминание о нём датируется 1564 г., когда он был зачислен на учёбу в Карлов университет в Праге , вместе с несколькими другими будущими композиторами, такими как Йиржи Рыхновский и Павел Йистебницкий.
Был чашником Гуситского революционного движения и приходским священником каликстинцев, служил в Давле близ Праги (1579), в том же году в Млада-Болеславе. Позже, жил и проповедовал в Нетворжице (1581), Бенешове (1587) и Сепекове (1595).

## Творчество
Как композитор стал известен во второй половине 1570-х годов. В своём композиторском творчестве развивал полифонию и достиг большого мастерства, сочетая упрощенный контрапункт с тематическим материалом чешского происхождения.
Свои произведения Турновский создавал в различных формах — от пятиголосных кратких месс, мотетов и псалмов до строфических песнопений на чешские и латинские тексты. У него более строгий контрапункт, чем у Й. Рыхновского. Можно предположить, что Ян Троян Турновский был поклонником нового направления венецианской школы и что он знал технику рудольфинской капеллы.
Его творчество ценно своей тесной связью с чешской песенностью и разнообразием используемых композиционных приемов. Самые значительные произведения Яна Турновского — это мессы на темы «Hierusalem» и «Дунай — вода глубокая», обе пятиголоспые.
Пятнадцать из его сорока композиций, полностью сохранились до нынешнего времени. Половина композиций Я. Трояна вошли в коллекцию Benešovský kancionál (Бенешовский сборник церковных гимнов). Они включают один латинский ординарий, два респонсория и одиннадцать чешских песен. Кроме того, композитору принадлежат шесть чешских и четыре латинских мотета, два песенных фрагмента, пять чешских plenaria (отпущение грехов) и семь композиций, предназначенных для религиозной службы каликстинцев. Эти композиции сохранились в виде отдельных фрагментов.
Некоторые из его работ сохранились в источниках чешских литературных братств в Праге, Рокицани, Градец-Кралове и Яромерже.